# Katsuhiro Matsumoto
Katsuhiro Matsumto (Japans: 松元克央, Matsumoto Katsuhiro) (Iwaki, 28 februari 1997) is een Japanse zwemmer.

## Carrière
Bij zijn internationale debuut, op de wereldkampioenschappen kortebaanzwemmen 2016 in Windsor, werd Matsumoto uitgeschakeld in de series van de 400 meter vrije slag. Op de 4×200 meter vrije slag veroverde hij samen met Yuki Kobori, Daiya Seto en Tsubasa Amai de bronzen medaille, samen met Shinri Shioura, Kenta Ito en Kosuke Matsui eindigde hij als vijfde op de 4×100 meter vrije slag.
Op de wereldkampioenschappen zwemmen 2017 in Boedapest strandde hij in de series van de 200 meter vrije slag. Op de 4×100 meter vrije slag eindigde hij samen met Katsumi Nakamura, Shinri Shioura en Junya Koga op de vijfde plaats, samen met Kosuke Hagino, Naito Ehara en Tsubasa Amai eindigde hij als vijfde op de 4×200 meter vrije slag. Op de 4×100 meter vrije slag gemengd eindigde hij samen met Katsumi Nakamura, Rikako Ikee en Chihiro Igarashi op de vierde plaats.
Tijdens de Pan-Pacifische kampioenschappen zwemmen 2018 in Tokio behaalde de Japanner de bronzen medaille op de 200 meter vrije slag, daarnaast eindigde hij als veertiende op de 100 meter vrije slag en werd hij uitgeschakeld in de series van de 50 meter vrije slag. Samen met Katsumi Nakamura, Shinri Shioura en Juran Mizohata sleepteh hij de bronzen medaille in de op de 4×100 meter vrije slag, op de 4×200 meter vrije slag legde hij samen met Naito Ehara, Reo Sakata en Yuki Kobori beslag op de bronzen medaille. In Jakarta nam Matsumoto deel aan de Aziatische Spelen 2018. Op dit toernooi veroverde hij de zilveren medaille op de 200 meter vrije slag. Samen met Shinri Shioura, Katsumi Nakamura en Juran Mizohata behaalde hij de gouden medaille op de 4×100 meter vrije slag, op de 4×200 meter vrije slag sleepte hij samen met Naito Ehara, Reo Sakata en Kosuke Hagino de gouden medaille in de wacht. 
Op de wereldkampioenschappen zwemmen 2019 in Gwangju legde hij, op de 200 meter vrije slag, beslag op de zilveren medaille. Samen met Katsumi Nakamura, Shinri Shioura en Akira Namba strandde hij in de series van de 4×100 meter vrije slag, op de 4×200 meter vrije slag werd hij samen met Kotaro Takahasi, Keisuke Yoshida en Daiya Seto uitgeschakeld in de series. Samen met Katsumi Nakamura, Rika Omoto en Aya Sato eindigde hij als zevende op de 4×100 meter vrije slag gemengd.

## Internationale toernooien
| Jaar | Olympische Spelen | WK langebaan                                                                                 | WK kortebaan                                                   | PanPacs                                                                                              | Aziatische Spelen                                       |
| ---- | ----------------- | -------------------------------------------------------------------------------------------- | -------------------------------------------------------------- | --- | ------------------------------------------------------- |
| 2016 | geen deelname     |                                                                                              | 14e 400m vrije slag · 5e 4×100m vrije slag · 4×200m vrije slag | |                                                         |
| 2017 |                   | 27e 200m vrije slag 5e 4×100m vrije slag 5e 4×200m vrije slag 4e 4×100m vrije slag gemengd   |                                                                | |                                                         |
| 2018 |                   |                                                                                              | geen deelname                                                  | serie 50m vrije slag · 14e 100m vrije slag · 200m vrije slag · 4×100m vrije slag · 4×200m vrije slag | 200m vrije slag · 4×100m vrije slag · 4×200m vrije slag |
| 2019 |                   | 200m vrije slag · 9e 4×100m vrije slag · 9e 4×200m vrije slag · 7e 4×100m vrije slag gemengd |                                                                | |                                                         |

## Persoonlijke records
Bijgewerkt tot en met 3 augustus 2019
Kortebaan
| Afstand          | Tijd     | Datum            | Plaats |
| ---------------- | -------- | ---------------- | ------ |
| 100m vrije slag  | 47,86    | 14 november 2017 | Tokio  |
| 200m vrije slag  | 1.44,82  | 15 november 2017 | Tokio  |
| 400m vrije slag  | 3.43,19  | 25 oktober 2016  | Tokio  |
| 800m vrije slag  | 7.50,69  | 14 november 2017 | Tokio  |
| 1500m vrije slag | 14.44,13 | 14 november 2017 | Tokio  |

Langebaan
| Afstand         | Tijd    | Datum           | Plaats  |
| --------------- | ------- | --------------- | ------- |
| 100m vrije slag | 48,59   | 3 augustus 2019 | Tokio   |
| 200m vrije slag | 1.45,22 | 23 juli 2019    | Gwangju |